# Kunstflugstaffel 1. August
Das 1. August oder 81. Aerobatics Team (chinesisch 八一飞行表演队, Pinyin Bāyī Fēixíng Biǎoyǎn Duì) ist das Kunstflugdemonstrationsteam der Luftwaffe der Volksbefreiungsarmee der Volksrepublik China. Es wurde nach dem Tag der Gründung der Volksbefreiungsarmee am 1. August 1927 benannt. Es wurde im Jahr 1962 gegründet und hat im Laufe der Jahre mehr als 500 Vorführungen für Delegationen aus 166 Ländern und aus den Regionen Chinas durchgeführt. Seine erste Aufführung im Ausland im August 2013 war während der russischen Luftfahrtmesse MAKS.

## Flugzeuge

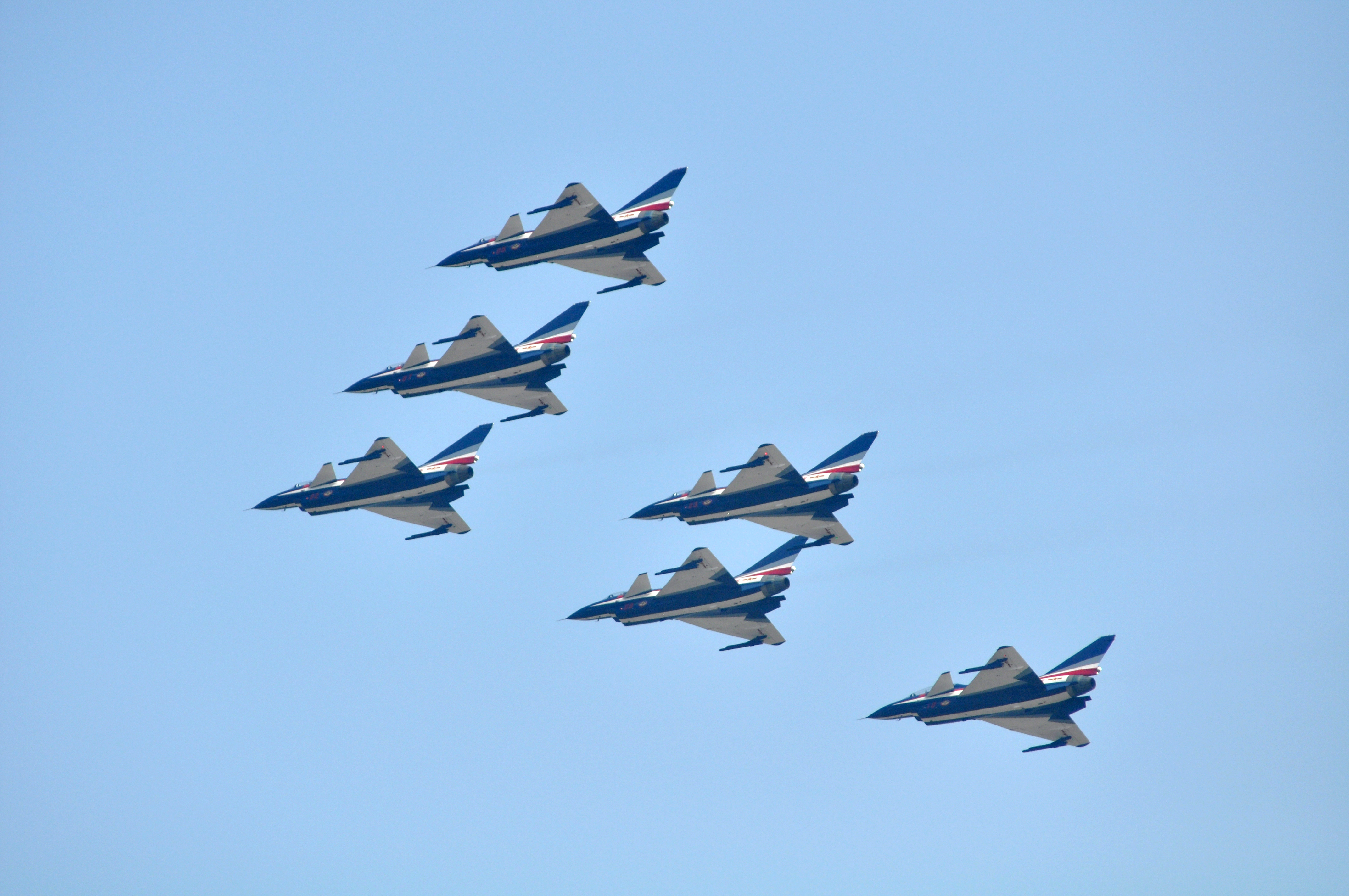
Formationsflug

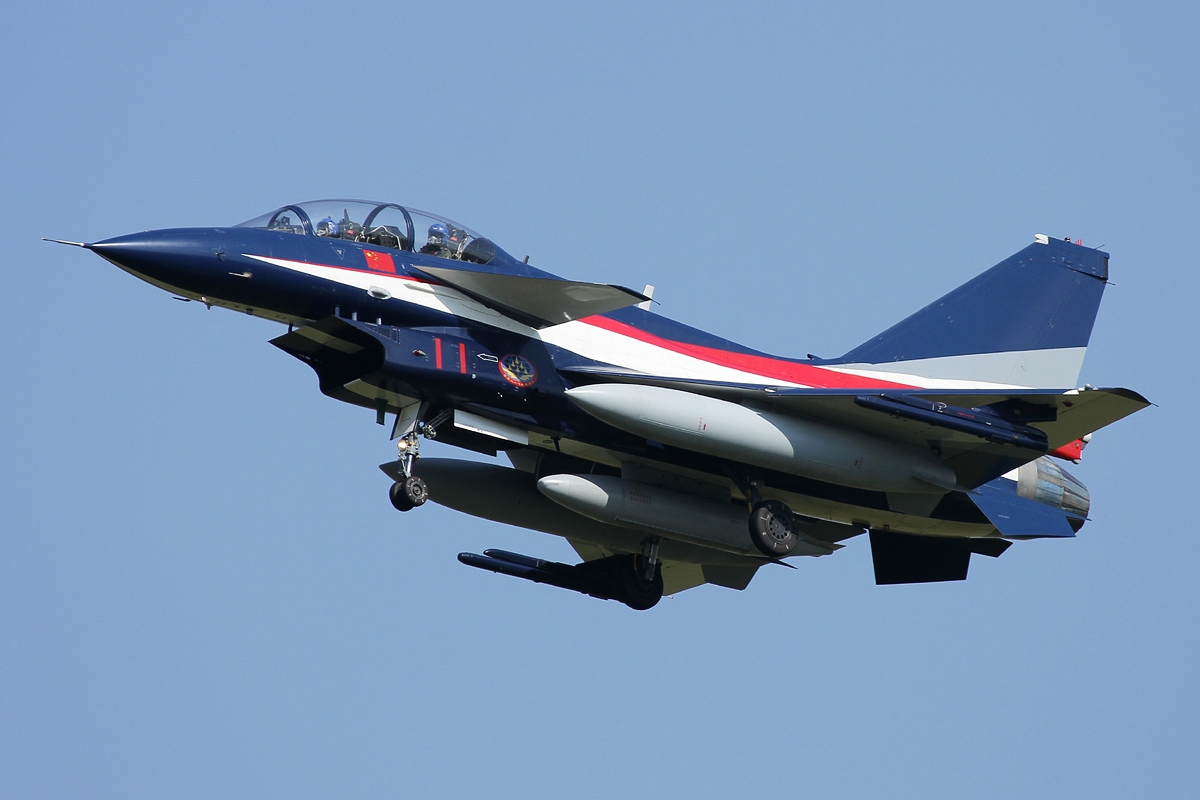
Doppelsitzer

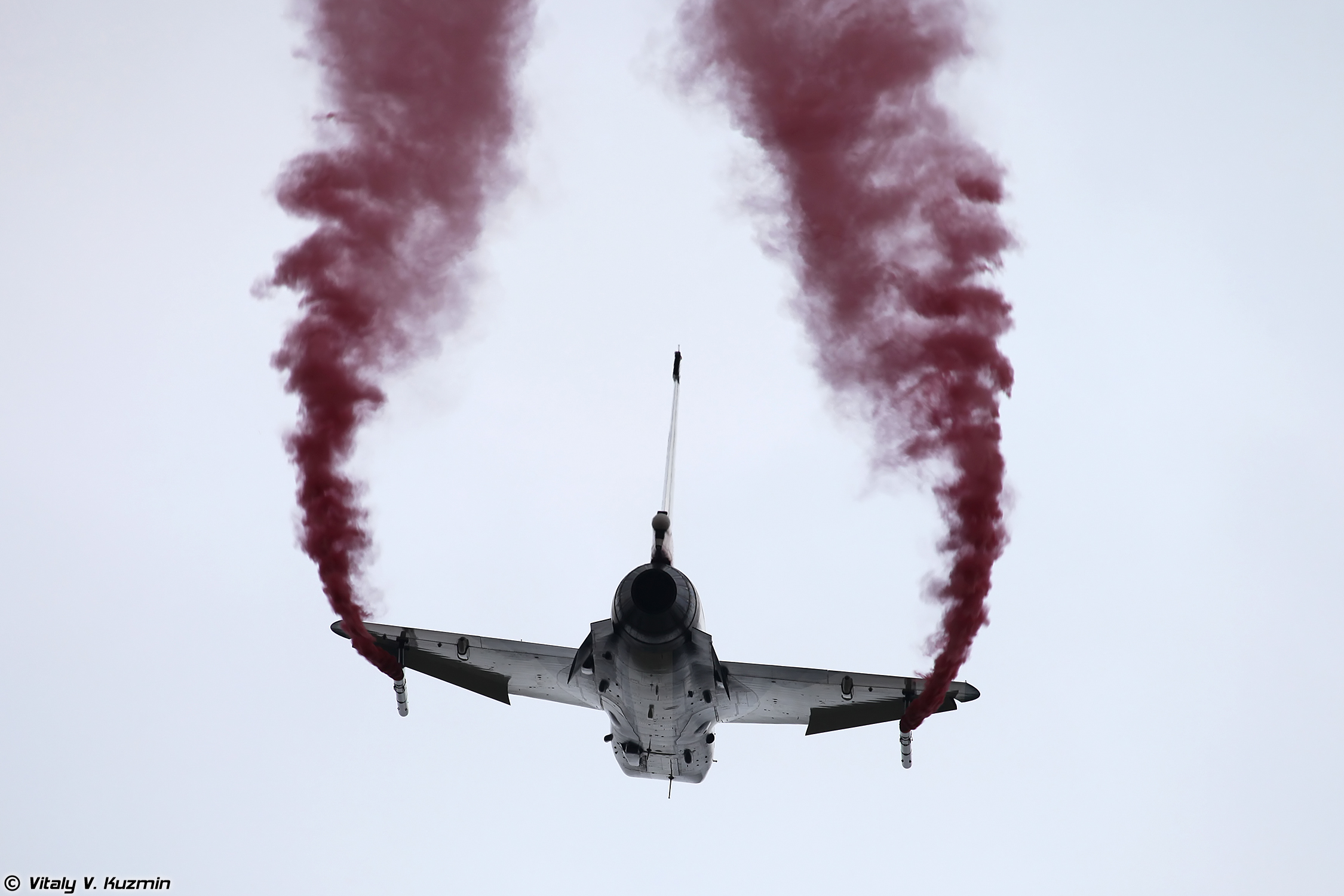
Mit „Smokewinder“

Das 1. August Kunstflugteam (Ba Yi Kunstflugstaffel) war zunächst ausgestattet mit Shenyang JJ-5-Strahltrainern, einer chinesischen Version der sowjetischen MiG-17, die durch die neueren Chengdu J-7EB ersetzt wurden. Diese wiederum wurden 2001 durch die neueren Chengdu J-7GB ersetzt. Seit Mai 2009 wird das moderne Mehrzweckkampfflugzeug Chengdu J-10 verwendet, ab 2023 in der neuen C-Variante. Es gibt etwa acht Flugzeuge in der Flotte, aber nur sechs werden für die Vorführungen bei den Airshows eingesetzt. Die Zusatztanks sind farblich an den Anstrich der Vorführflugzeuge angepasst.

## Heimatbasis
Das Team ist auf der Yangcun Air Force Base (Meichong) in der Nähe von Tianjin stationiert, die Heimat der PLA-AF 24th Fighter Division.

## Internationale Vorführungen
- China International Aviation & Aerospace Exhibition
- MAKS 2013
- Langkawi International Maritime and Aerospace Exhibition (LIMA) 2023[4]

## Unfälle
- Juni 1997 – Drei Flugzeuge stürzten während eines Trainings in Tianjin ab.
- 15. September 1998 – Ein Flugzeugabsturz in der Nähe vom Flughafen der Insel Chongming bei Shanghai.
- 14. Juli 2009 – Flugzeug Nummer 3 der Formation, eine J-7 GB stürzte auf der Yang Cun Airbase während einer Übung ab.
- 12. November 2016 – Die Pilotin Yu Xu, eine von nur vier Frauen, die ein Flugzeug des Typs J-10 in China fliegen durfte, starb, als nach einem Notausstieg ihr Fallschirm ein weiteres Flugzeug der Staffel während des Flugtrainings in der Provinz Hebei traf. Ihr Kopilot überlebte.[5]